# Vạn Hạnh
Vạn Hạnh (chữ Hán: 萬行) (938–1018) là một tăng sĩ Phật giáo Đại Cồ Việt, người châu Cổ Pháp (Bắc Ninh). Ông là một trong những Tăng sĩ làm cố vấn cho vua Lê Đại Hành, đồng thời là người thầy của Lý Công Uẩn, đã hướng dẫn cho vị này lên ngôi thay đổi triều đại và triều Lý thành lập.

## Hành trạng
Thiền sư họ Nguyễn, quê châu Cổ Pháp (古法) (nay thuộc thành phố Từ Sơn, tỉnh Bắc Ninh), từ thuở nhỏ đã thông minh, học thông Nho, Lão, Phật và nghiên cứu hàng trăm bộ luận Phật giáo. Năm 21 tuổi ông xuất gia, tu học với bạn là Thiền sư Định Tuệ dưới sự chỉ dẫn của Thiền sư Thiền Ông tại chùa Lục Tổ. Sau khi Thiền Ông mất, ông bắt đầu chuyên thực tập Tổng Trì Tam Ma Địa, nên sau này hễ ông nói lời gì đều được thiên hạ cho là phù sấm. Vua Lê Đại Hành rất tôn kính ông. Năm 980, hoàng đế Đại Tống sai tướng Hầu Nhân Bảo mang quân sang đóng ở núi Cương Giáp Lãng định xâm chiếm nước Đại Cồ Việt, Lê Đại Hành triệu ông vào hỏi nếu đánh thì thắng hay bại. Ông đáp trong vòng từ ba đến bảy ngày quân Tống sẽ rút lui. Lời này sau ứng nghiệm. Khi Lê Đại Hành muốn xuất quân đánh Chiêm Thành để cứu sứ giả bị vua Chiêm bắt giữ nhưng còn do dự, thì Vạn Hạnh nói đây là cơ hội đừng để mất. Sau đó lời này nghiệm, và Lê Đại Hành đánh tan quân Chiêm.
Theo sách Thiền Uyển tập anh, thời bấy giờ có người tên Đỗ Ngân muốn ám hại thiền sư; việc chưa xảy ra thì thiền sư đã biết trước, gửi cho Đỗ Ngân bài thơ:
"Cây đất sinh nhau bạc với vàng,
Cớ sao thù địch mãi cưu mang.
Bấy giờ năm miệng hồn thu dứt,
Thật đến về sau chẳng hận lòng."
Đỗ Ngân bèn từ bỏ dã tâm.
Trong cuộc vận động Thân vệ Lý Công Uẩn (Lý Thái Tổ) lên ngôi, ông đã tác động dư luận quần chúng bằng sấm truyền rất hữu hiệu. Sách Thiền Uyển tập anh nói những loại sấm truyền và tiên tri ông dùng có rất nhiều thứ không kể hết được. Sách này kể ra một vài phương pháp đã dùng: Hồi Lê Ngọa Triều đang thi hành chính sách bạo ngược  bị thiên hạ ghét bỏ, thì tại Cổ Pháp có một con chó trắng xuất hiện trên lưng nó có hai chữ "thiên tử" lấm tấm bằng lông đen. Thiên hạ bèn đồn rằng con chó là tượng trưng cho năm Tuất, và một bậc thiên tử sinh vào năm Tuất sẽ xuất hiện cũng vào năm Tuất (tức năm 1010). Ngày vua Lý Thái Tổ lên ngôi, thiền sư ở trong chùa Lục Tổ nhưng đã biết trước, nói với người bác và chú của Thái Tổ rằng: "Thiên tử đã băng, Lý thân vệ hiện đang ở nhà, tay chân họ Lý túc trực trong thành lên tới số ngàn. Trong trưa này, Thân vệ ắt được lên ngôi". Bác và chú vua Thái Tổ thấy lo bèn sai người đi dò tin tức, mới thấy lời thiền sư nói đúng.
Ngày Rằm tháng 5 năm Thuận Thiên thứ 9 (tức 30 tháng 6 năm 1018), khi công hạnh đã viên mãn, Thiền sư gọi đồ chúng lại dặn dò, đọc bài kệ rồi thị tịch. Vua Lý Thái Tổ và tất cả triều thần nhà Lý đến làm lễ Trà tỳ, thỉnh xá-lợi của ông về thờ tại chùa Tiêu Sơn (Bắc Ninh). Bài kệ của ông có nội dung như sau (Ngô Tất Tố dịch):
"Thân như bóng chớp có rồi không
Cây cối xanh tươi thu não nùng
Mặc cuộc thịnh suy đừng sợ hãi
Kìa kìa ngọn cỏ giọt sương đông"
- Nguồn: Thơ văn Lý Trần (tập I), NXB Khoa học Xã hội, 1977

## Ảnh hưởng
Vua Lý Nhân Tông (1072-1127) có bài kệ "Truy tán Vạn Hạnh Thiền sư" (追贊萬行禪師):
Nguyên văn chữ Hán:
萬行融三際
真符古讖詩
鄉關名古法
拄錫鎮王畿
Phiên âm Hán Việt:
Vạn Hạnh dung tam tế
Chân phù cổ sấm thi
Hương quan danh Cổ Pháp
Trụ tích trấn vương kỳ.
Bản dịch nghĩa của Nguyễn Đức Vân và Đào Phương Bình:
Vạn Hạnh thông ba cõi
Thật hợp lời sấm xưa
Quê hương tên Cổ Pháp
Chống gậy trấn kinh vua.
Bản dịch thơ của Nguyễn Văn Trình:
Học thông tam giới ghê thay
Rằng thầy Vạn Hạnh thi tài rất cao.
Cửa làng Cổ pháp tiếng reo
Gậy tăng đủng đỉnh bay vào Đế đô.
Trước năm 1975, ở miền Nam Việt Nam có một Viện Đại học mang tên ông là Viện Đại học Vạn Hạnh. Hiện nay, nhiều thành phố ở Việt Nam có tên đường "Sư Vạn Hạnh" để tưởng nhớ một vị thiền sư đã ghi lại nhiều dấu ấn trong lịch sử dân tộc.
Đại Việt Sử ký toàn thư có ghi lại bài Sấm – Vĩ của Vạn Hạnh:
Thọ căn diễu diễu
Mộc biểu thanh thanh
Hoa đào mộc lạc
Thập bát tử thành
Đông a nhập địa
Dị mộc tái sanh
Chấn cung kiến nhật
Đoài cung ẩn tinh
Lục thất niên gian
Thiên hạ thái bình
Dịch là:
Gốc cây thăm thẳm
Ngọn cây xanh xanh
Cây hoa đào rụng
Mười tám hạt thành
Cành đông xuống đất
Cành khác lại sanh
Đông mặt trời mọc
Tây sao ẩn hình
Sáu bảy năm nữa
Thiên hạ thái bình

## Trong văn hoá đại chúng
| Năm  | Tác Phẩm                                | Diễn Viên     |
| 2011 | Lý Công Uẩn: Đường tới thành Thăng Long | Phạm Anh Dũng |